# Acalypha muelleriana
Acalypha muelleriana é uma espécie de flor do gênero Acalypha, pertencente à família Euphorbiaceae.